# إلانا غليزر
إلانا غليزر (بالإنجليزية: Ilana Glazer) مواليد (12 أبريل، 1987) ممثلة، كاتبة وكوميدية أمريكية. إشتهرت بإعدادها وبطولتها في المسلسل الكوميدي الذي عرض على قناة كوميدي سنترال مدينة واسعة مع آبي جيكوبسون.

## نشأتها
ولدت إلانا غليزر في 12 أبريل، 1987، والدها لاري غليزر ووالدتها ساندي عملا في مجالي التأمين والاقتصاد. تربت في ساينت جيمس، نيويورك مع أخاها إليوت.تخرجت من جامعة نيويورك في 2009، وتخصصت في علم النفس.

## أبرز اعمالها
- 2014-الآن: مدينة واسعة
- 2015: داخل أيمي شومر
- 2015: بوجاك هورسمان
- 2015: ذا نايت بيفور

## وصلات خارجية
- إلانا غليزر على موقع IMDb (الإنجليزية)
- إلانا غليزر على موقع ميتاكريتيك (الإنجليزية)
- إلانا غليزر على موقع ألو سيني (الفرنسية)
- إلانا غليزر على موقع ميوزك برينز (الإنجليزية)
- إلانا غليزر على موقع أول موفي (الإنجليزية)
- إلانا غليزر على موقع قاعدة بيانات الفيلم (الإنجليزية)
- إلانا غليزر على موقع كينوبويسك (الروسية)
- الموقع الرسمي